# 貞観政要
『貞観政要』（じょうがんせいよう / ぢょうがんせいよう）は、中国唐代に呉兢が編纂したとされる太宗の言行録である。題名の「貞観」は太宗の在位の年号で、「政要」は「政治の要諦」をいう。全10巻40篇からなる。
中宗の代に上呈したものと玄宗の代にそれを改編したものと2種類があり、第4巻の内容が異なる。伝本には元の戈直（かちょく）が欧陽脩や司馬光による評を付して整理したものが明代に発刊されて広まった「戈直本」と、唐代に日本に伝わったとされる旧本の2系がある。日本以外にも朝鮮・女真・西夏の周辺諸語に訳されるなど大きな影響を与えた。

## 大要と背景
本書は、唐の太宗の政治に関する言行を記録した書で、古くから帝王学の教科書とされてきた。主な内容は、太宗とそれを補佐した臣下たち（魏徴・房玄齢・杜如晦・王珪ら重臣45名）との政治問答を通して、貞観の治という非常に平和でよく治まった時代をもたらした治世の要諦が語られている。
太宗が傑出していたのは、自身が臣下を戒め、指導する英明な君主であったばかりでなく、臣下の直言を喜んで受け入れ、常に最善の君主であらねばならないと努力したところにある。中国には秦以来、皇帝に忠告し、政治の得失について意見を述べる諫官（かんかん）という職務があり、唐代の諫官は毎月200枚の用紙を支給され、それを用いて諫言した。歴代の王朝に諫官が置かれたが、太宗のように諌官の忠告を真面目に聞き入れていた皇帝は極めて稀で、皇帝の怒りに触れて左遷されたり、殺される諌官も多かったという。
太宗は臣下の忠告・諫言を得るため、進言しやすい状態を作っていた。例えば、自分の容姿はいかめしく、極めて厳粛であることを知っていた太宗は、進言する百官たちが圧倒されないように、必ず温顔で接して臣下の意見を聞いた（求諫篇）。また官吏たちを交替で宮中に宿直させ、いつも近くに座を与え、政治教化の利害得失について知ろうと努めた。そして臣下たちもこれに応えて太宗をよく諫め、太宗の欲情に関することを直言したり（納諫篇）、太宗の娘の嫁入り支度が贅沢であるということまでも諫めている（魏徴の諫言）。太宗は筋の通った進言・忠告を非常に喜び、至極もっともな言葉であると称賛し、普通の君主では到底改めにくいであろうところを改めた。
また太宗は質素倹約を奨励し、王公以下に身分不相応な出費を許さず、以来、国民の蓄財は豊かになった。公卿たちが太宗のために避暑の宮殿の新築を提案しても、太宗は費用がかかり過ぎると言って退けた。太宗を補佐した魏徴ら重臣たちは今の各省の大臣に相当するが、その家に奥座敷すら無いという質素な生活をしていた。私利私欲を図ろうと思えば、容易にできたであろう立場にいながらである。
このような国家のため、万民のために誠意を尽くしたその言行は、儒教の精神からくるといわれる。中国では儒教道徳に基準を置き、皇帝は天の意志を体して仁慈の心で万民を愛育しなければならないという理念があった。また臣下にも我が天子を理想的な天子にするのが責務であるという考えがあり、天子の政治に欠失がないように我が身を顧みず、場合によっては死を覚悟して諫めることがあった。
ゆえに本書は、かつては教養人の必読書であり、中国では後の歴代王朝の君主（唐の憲宗・文宗・宣宗、宋の仁宗、遼の興宗、金の世宗、元のクビライ、明の万暦帝、清の乾隆帝など）が愛読している。また日本にも平安時代に古写本が伝わり、北条氏・足利氏・徳川氏ら政治の重要な役にあった者に愛読されてきた。

## 編纂の動機
本書の編纂は呉兢によるもので、時期は太宗の死後40から50年ぐらい、つまり武則天が退位して中宗が復位し、唐朝が再興した頃である。呉兢は以前から歴史の編纂に携わっており、太宗の治績に詳しいことから中宗の復位を喜んだ。そして貞観の盛政を政道の手本として欲しいとの願いから、『貞観政要』を編纂して中宗に上進した。その後、玄宗の世の宰相・韓休（かんきゅう、672年 - 739年）がかつて中宗に上進したその書を高く評価し、後世の手本となるように呉兢に命じて改編して上進させた。以後、『貞観政要』が世に広まったのである。
中宗に上進した初進本は中宗個人を対象としたもので、天子が心得るべき篇（輔弼（ほひつ）篇や直言諫諍（かんそう）篇、第4巻参照）があり、玄宗への再進本は後世の手本とするものなので、太子や諸王を戒める篇に改められている。

## 構成

### 序文
- 上貞観政要表、貞観政要序

### 巻1
- 君道第1、政体第2

### 巻2
- 任賢第3、求諫第4、納諫第5、（直諫）

### 巻3
- 君臣鑒戒第6、択官第7、論封建第8

### 巻4
初進本
- 輔弼第9、直言諫諍第10、興廃第11、求媚第12

再進本
- 論太子諸王定分第9、論尊師傅第10、教戒太子諸王第11、規諫太子第12

### 巻5
- 論仁義第13、論忠義第14、論孝友第15、論公平第16、論誠信第17

### 巻6
- 論倹約第18、論謙譲第19、論仁惻第20、慎所好第21、慎言語第22、杜讒佞第23、論悔過第24、論奢縦第25、論貪鄙第26

### 巻7
- 崇儒学第27、論文史第28、論礼学第29

### 巻8
- 務農第30、論刑法第31、論赦令第32、論貢献第33、（禁末作）、（弁興亡第34）

### 巻9
- 議征伐第34（35）、議安辺第35（36）

### 巻10
- 論行幸第36（37）、論畋猟第37（38）、（災瑞第39）、論祥瑞第38、論災異第39、論慎終第40

## 内容
以下、内容の一部を記す。

### 君道篇（巻1・君道第1）
君道篇（巻1・君道第1）
- 貞觀の初、太宗、侍臣（じしん）に謂（い）ひて曰く、君（くん）たるの道は、必ず須（すべから）く先（ま）づ百姓（ひゃくせい）を存（そん）すべし。若（も）し百姓（ひゃくせい）を損（そん）じて以（もっ）て其（そ）の身に奉（ほう）ぜば・猶（な）ほ脛（はぎ）を割（さ）きて以（もっ）て腹に啖（くら）はすがごとし。腹飽（あ）きて身斃（たお）る。若（も）し天下を安（やす）んぜんとせば、必ず須（すべから）く先（ま）づ其の身を正すべし。未だ身正しくして影曲り、上理（おさ）まりて下乱るる者は有らず。（解説・原文[6]、[7]）

- 貞観10年、太宗が側近の者に尋ねた。「帝王の業で、創業と守成のどちらが困難と考えるか？」この問いに房玄齢が答えた。「天下が乱れ、各地に群雄が競い立っている状況下では、これを攻め破り、従わせ、戦に勝ち抜かなければなりません。そのことから創業の方が難しいと思います。」これに対し魏徴が言った。「帝王が新たに立つときには、必ず衰え乱れた前代を継承するため、ならず者を滅ぼします。そして人民は新しい帝王を喜んで迎え、みな心を寄せて従います。天子の位は、天から授かり、人から与えられるものですから、難しいものではありません。しかしそれを得たのちは、おごり高ぶるようになり、当初の志から外れてしまいます。そして人民が平穏な生活を欲していても、労働の義務を課せられ、休むことができなくなります。人民が弱り衰えても、国の無駄な仕事のために安息はありません。国の衰退は常にこのようなことに起因します。よって守成の方が難しいと思います。」太宗が言った。「玄齢は昔、私に従って天下を平定し、ながく艱難辛苦を嘗め、九死に一生を得た。よって創業の方が難しいと考えた。魏徴は私とともに天下を安定させ、これから勝手気ままな行動が始まれば、必ず滅亡に向かうと憂慮している。よって守成の方が難しいと考えた。そうして今、創業の難は過ぎ去った。これからは、まさに守成の難を君達とともに克服してゆきたい[8][9]。」

### 政体篇（巻1・政体第2）
政体篇（巻1・政体第2）
- 貞観の初め、太宗が蕭瑀に語った。「私は幼いころから弓矢を好み、自分ではその奥儀を極めたと思っていた。ところが最近、良弓、十数張を手に入れたので弓工に見せたところ、『みな良材ではありません。』と弓工が言った。その理由を聞くと、『木の芯がまっすぐでなく、木目がみな乱れています。どんなに剛勁な弓であっても矢がまっすぐに飛びませんので、良弓ではありません。』そこで私は始めて悟った。私は弓矢で四方の群雄を撃ち破り、弓を使うことが多かった。しかし、なおその理を得ていない。まして天子となってまだ日が浅いので、政治のやり方の本質については弓以上に及ばないはずである。長年得意としてきた弓でさえもその奥儀を極めていないのだから、政治については全然わかっていないはずだ。」こう言った後、太宗は在京の高級官僚を交替で宮中に宿直させ、いつも召し出だして座を与え、ともに語り合うようになった。こうして人民の生活・政治の得失など世の中の動きを知ろうと努めたのである[10][11][12]。

### 求諫篇（巻2・求諫第4）
求諫篇（巻2・求諫第4）
- 太宗の勇ましい姿は厳粛であり、多くの臣下は太宗の前に出ると、皆その挙動をしくじってしまう。太宗はそのことを知っており、臣下が上奏するときはいつも必ず顔色をやわらげてその意見を聞き、政治の利害得失を知ろうとした。貞観の初め、太宗は公卿に次のように語った。「人は自分を見ようと思えば必ず鏡を使う。君主が過ちを知ろうと思えば必ず忠臣の諫言が必要である。君主がもし自らを賢者と思えば、臣下は君主の過ちを正すことはない。国を滅ぼしたくないと思っても、それは叶わない。よってその君主はその国を失い、臣下もまたその家を保つことができない。隋の煬帝の暴虐な君主に至っては、臣下は口を塞ぎ、その過ちを聞くことなく遂に滅亡に至った。そして虞世基らはほどなく誅殺された。このことは遠い昔のことではない。君達は人民が苦しんでいる状況を見たならば、必ず思う存分いい尽くし、私を正し諫めなければならない[13][14]。」

### 納諫篇（巻2・納諫第5）
納諫篇（巻2・納諫第5）
- 貞観の初め、太宗が王珪[注 2]と酒盛りをして楽しく語っているとき、太宗の側に美しい女性が侍っていた。その女性はもと廬江王・李瑗の妾であり、李瑗が敗れて死んだ後、没収されて宮中に入った。太宗はその美人を指して王珪に言った。「廬江は道理にそむいた。その夫を殺して、その妻を奪ったのだ。滅びて当然だ。」王珪は立って席をよけて言った。「陛下は廬江が他人の妻を奪ったのを邪であるとお考えですか、邪でないとお考えなのですか？」太宗は言った。「人を殺してその妻を奪ったというのに、その是非を問うとはどうしたことか？」それに対して王珪は言った。「『管子』という書に、斉の桓公が、滅亡した郭国の廃墟に行き、そこで老人に問いました。『郭はなぜ滅んだのか？』老人は言いました。『善を善とし、悪を悪としたからです。』そして桓公が、『それは賢君ではないか。なぜそれで滅んだのだ。』と聞くと、老人は答えました。『郭の君は善を善としましたが、それを用いることができず、悪を悪としましたが、それを除くことができませんでした。よって滅んだのです。』とあります。今、このご婦人が陛下のお側に侍っています。失礼ながら陛下はその行為を是認されているのではないでしょうか。陛下がもし非となされるならば、これこそ悪を知ってそれを除かないことであります。」太宗は大いに喜び、至極もっともであると称賛し、すぐにその女性を親族のもとへ帰した[15][16]。

## 日本への影響
『貞観政要』は遅くとも平安時代には日本に伝来しており、『日本国見在書目録』の中にも表れる。一条天皇の時代に惟宗允亮は『政事要略』の中で取り上げ、ほぼ同じ頃に大江匡衡は藤原行成から借り受けて書写し、寛弘3年（1006年）に一条天皇に対して進講している。また、安元3年（1177年）には藤原永範が高倉天皇に進講を行っている。鎌倉時代には北条政子が菅原為長に命じて和訳させ、日蓮もこれを書写した。江戸時代初期には徳川家康が藤原惺窩を召して講義させ、更に足利学校の閑室元佶に命じて活字版を発刊させてその普及に努めた。家康が金地院崇伝に命じて起草させた「禁中並公家諸法度」の第一条には天皇の主務として学問を挙げ、その根拠を『貞観政要』において解説している（「不學則不明古道、而能政致太平者末之有也。貞觀政要明文也（学ばなければ昔からの古来の道義・学問・文化にくらくなり、それで政治を手落ちなく行い太平をもたらした事は、いまだかつてない。このことは『貞観政要』に明確に書かれている））。明治天皇も侍講の元田永孚の進講を受け、深い関心を寄せた。
なお、元号の弘長・宝暦の出典としても挙げられている。